# Méthode de Karl Fischer
 (juillet 2023).
Si vous disposez d'ouvrages ou d'articles de référence ou si vous connaissez des sites web de qualité traitant du thème abordé ici, merci de compléter l'article en donnant les références utiles à sa vérifiabilité et en les liant à la section « Notes et références ».

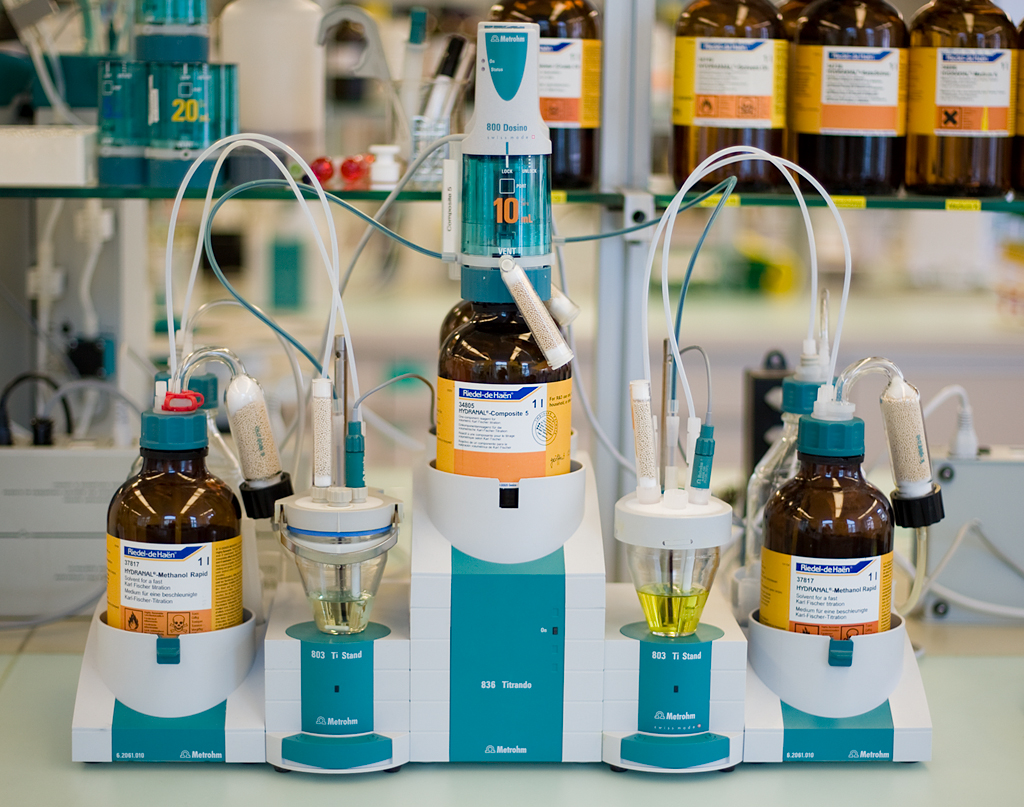
Un titrateur Karl Fischer.

La méthode de Karl Fischer est une méthode chimique de mesure de la teneur en eau d'un échantillon par titrage volumétrique ou coulométrique. Elle fut inventée en 1935 par le chimiste allemand Karl Fischer.
Elle est particulièrement adaptée au dosage de l'eau que contient un liquide ou à la détection de traces d'eau, de l'ordre du ppm, dans un échantillon.
La procédure est basée sur l'oxydation du dioxyde de soufre par le diiode, à l'origine observée par Robert Bunsen.
Outre les méthodes chimiques, des méthodes thermogravimétriques (dessiccation par étuvage, infrarouge, halogène, hyperfréquence) et électriques sont également répandues pour la détermination du taux d'humidité.

## Réactions chimiques
La méthode de Karl Fischer se base  sur l'oxydation du dioxyde de soufre en présence d'eau :
SO2 + I2 + 2 H2O ↔ H2SO4 + 2 HI
Or, cette réaction chimique est réversible, l'eau n'est donc pas consommée entièrement et son dosage ne peut pas être quantitatif. Pour remédier à cela, il faut ajouter une base : l'imidazole. Celle-ci va capter toute l'acidité formée lors de la réaction (HI et H2SO4) et permettre de déplacer la réaction vers la droite : cette dernière pourra ainsi être utilisée quantitativement.
R1OH + SO2 + RN (base imidazole) → [(RN-H+)(SO3)−-R1]
[(RN-H+)(SO3)−-R1] + 2 RN + I2 + H2O → [(RN-H+)(SO4)−-R1] + 2 [RN-H+] I−
Bilan : R1OH + SO2 + 3 RN + I2 + H2O → [(RN-H+)(SO4)−-R1] + 2 [RN-H+] I−
Le méthanol (R1OH) a permis d'augmenter la sensibilité de la réaction d'un facteur deux. En effet, pour l'oxydation du dioxyde de soufre par le diiode en présence d'eau, la stœchiométrie était de 1 I2 pour 2 H2O. Grâce à l'ajout du méthanol, cette stœchiométrie est de 1:1.
Le pH doit être compris entre 5,5 et 8 car si le milieu est trop acide, la réaction sera fortement ralentie tandis que si le milieu est trop basique, il y aura apparition d'une réaction secondaire :
2 RN-H+ + 2 e− → H2 + 2 RN,
le dihydrogène étant un gaz, il s'évapore ; de plus, durant cette évaporation, il pourrait entraîner du diiode.

## Méthodes de détection du point d'équivalence
Le point d'équivalence peut être détecté visuellement ou électrométriquement. La méthode visuelle ne s'applique qu'aux solutions incolores, mais peut être utilisée lorsqu'aucun appareil électrométrique n'est disponible. La méthode électrométrique, que ce soit par titrage direct ou par titrage en retour, est la plus précise et pour cette raison recommandée.

## Méthode coulométrique de Karl Fischer
La cellule galvanique dans laquelle se déroule la réaction comprend trois électrodes : deux de platine et une pour la détection du point final du dosage. Le diiode est généré par de l'iodure qui va subir une oxydation à l'anode (une des électrodes de platine). Tandis qu'à la cathode, H+ est réduit en H2 (pour cette étape, il est nécessaire que l'hydrogène s'échappe bien vers le haut pour éviter tout entrainement de diiode). La dernière électrode sert à déterminer le point de titrage ampérométrique (en)). Une tension électrique préétablie est appliquée entre les deux électrodes de platine pour maintenir un courant continu et constant de dix microampères. Lors du point final, un excès d'iode apparait dans le milieu et est directement oxydé → courant supplémentaire dans le système, qui provoque une augmentation du courant. Pour éviter cela, il y a une chute de la tension, qui signale la fin du titrage.
Dès lors, la masse d'eau m contenue dans l'échantillon peut être calculée :
{\displaystyle Q=It}
{\displaystyle m={\frac {QM}{96\;485n}}}
avec :
- Q, la charge électrique ;
- I, l'intensité du courant ;
- t, le temps de réaction ;
- M, la masse molaire de l'eau ;
- 96 485, la constante de Faraday
- n, le nombre d'électrons.